# TVの国からキラキラ
「TVの国からキラキラ」は、1982年5月21日に発売された松本伊代の3枚目のシングル。

## 収録曲
- 両楽曲共に、作詞：糸井重里／作曲：筒美京平／編曲：鷺巣詩郎

1. TVの国からキラキラ  [2:35]
2. PATA PATA [3:20]

## カバー
- 海老沢茜（2024年6月12日／昭和歌謡カバーアルバム「ロマンティックを抱きしめて」収録）